# Mina Tanakaová
Mina Tanakaová (japonsky 田中 美南, * 28. dubna 1994, Ubon Ratčathani) je japonská fotbalistka.

## Reprezentační kariéra
Za japonskou reprezentaci v letech 2013 až 2019 odehrála 39 reprezentačních utkání. Byla členkou japonské reprezentace i na Mistrovství Asie ve fotbale žen 2018.

## Statistiky
| Japonsko | Japonsko | Japonsko |
| Roky     | Záp.     | Góly     |
| -------- | -------- | -------- |
| 2013     | 4        | 1        |
| 2014     | 0        | 0        |
| 2015     | 2        | 0        |
| 2016     | 0        | 0        |
| 2017     | 14       | 5        |
| 2018     | 15       | 8        |
| 2019     | 4        | 2        |
| Celkem   | 39       | 16       |

## Úspěchy

### Reprezentační
- Mistrovství Asie:  2018
- Mistrovství světa do 20 let:  2012
- Mistrovství světa do 17 let:  2010